# Bechet
Bechet is een stad (oraș) in het Roemeense district Dolj. De stad telt 3864 inwoners (2002).